# 尚州黄氏
尚州黄氏（サンジュファンし、상주황씨）は、朝鮮の氏族の一つ。本貫は慶尚北道尚州市である。2015年の調査では7,685人である。
朝鮮の黄氏は、中国後漢の重臣だった黄洛から始まる。黄洛は、光武帝時代の28年に使臣としてベトナムに赴く途中に海上で遭難、新羅に漂着・帰化した。尚州黄氏の始祖は、黄洛の子孫で高麗時代に上柱国の官職を務めた黄石柱であり、黄石柱の4代子孫の黄乙具が尚州に定着、尚州黄氏を創始した。
平海黄氏、長水黄氏、昌原黄氏、慶州黄氏、管城黄氏、徳山黄氏、星州黄氏、紆州黄氏、斉安黄氏、杭州黄氏、黄州黄氏、懐徳黄氏と共に中央黄氏宗親会をなしている。